# Taagepera

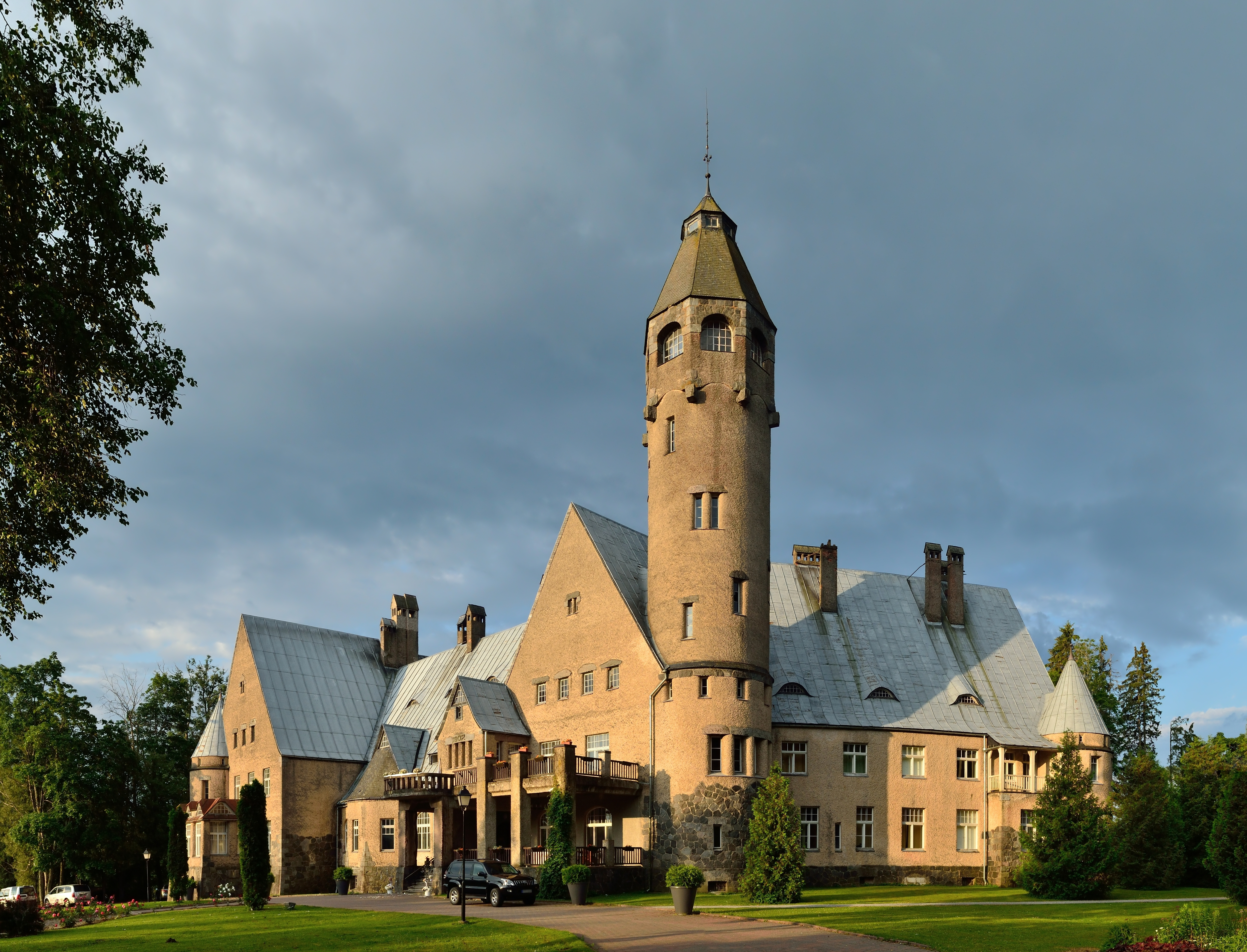
Taagepera slott.

Taagepera (tyska: Wagenküll) är en by (estniska: küla) i Helme kommun i landskapet Valgamaa i södra Estland. Byn ligger tre kilometer söder om  Riksväg 6, vid sjön Taagepera järv som utgör en fördämning av vattendraget Õhne jõgi. I utkanten av byn ligger Taagepera slott.
I kyrkligt hänseende hör byn till Taagepera församling inom den Estniska evangelisk-lutherska kyrkan. Taagepera kyrka ligger i byn Ala, tre kilometer norr om Taagepera.